# Flexiguridad

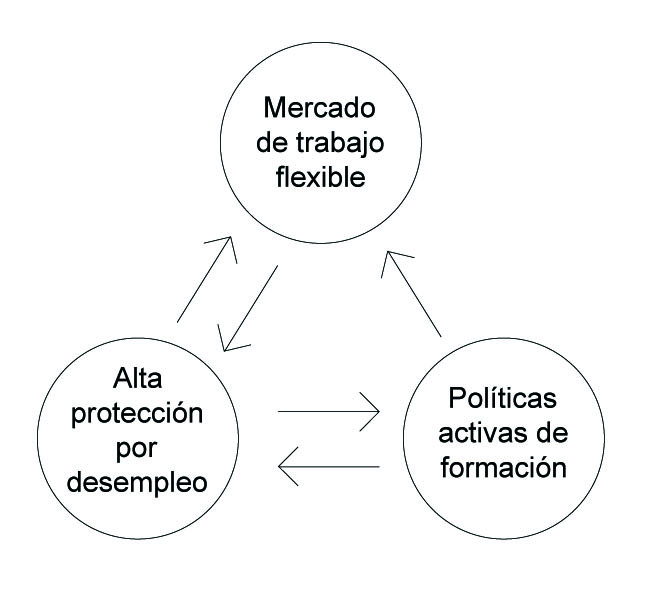
"Triángulo de oro": Los tres pilares básicos del concepto de «flexiseguridad»

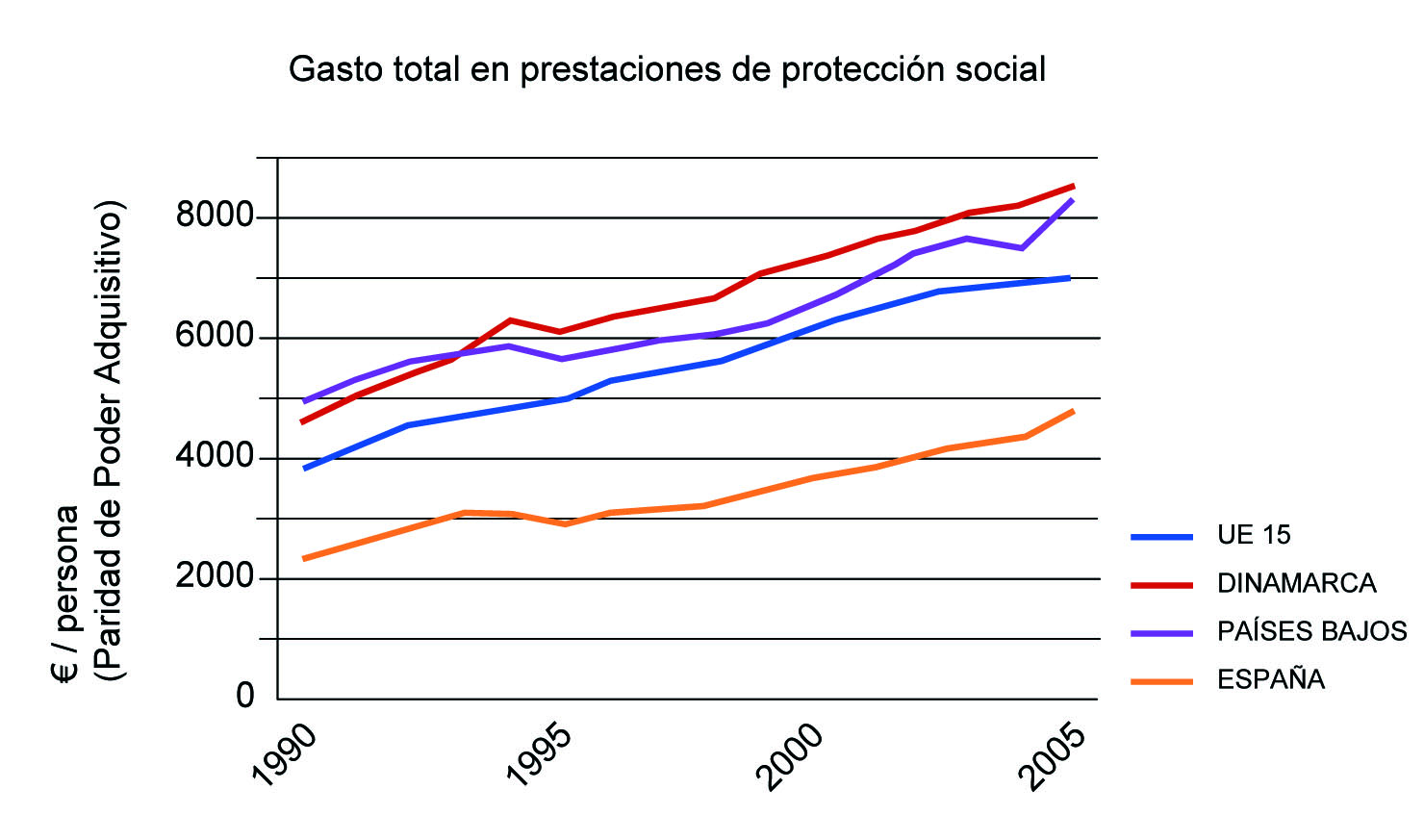
Comparación del gasto en prestaciones sociales (en €/persona PPA). Se observa cómo los Estados con modelo de «flexiseguridad» tienen un gasto más alto que la media de la UE a 15

La flexiguridad —o flexiseguridad— es un modelo de organización del mercado de trabajo mediante políticas proactivas por parte del Estado. El objetivo de este modelo es lograr un mercado de trabajo flexible, que garantice la protección social de los trabajadores y contribuya a que sea más reactivo, inclusivo y competitivo. La flexiguridad se basa en tres pilares llamados «triángulo de oro»: 
- Flexibilidad construida con base en pactos contractuales adaptables y fiables
- Alta protección social para los desempleados
- Política de formación y reinserción laboral muy activa mediante estrategias integradas de aprendizaje a lo largo de la vida laboral que aseguren la adaptabilidad continua de los trabajadores.

Los estudios realizados por la OCDE y la OIT demuestran que los resultados socioeconómicos de estas políticas se caracterizan por unas tasas de empleo elevadas, mientras que las tasas de desempleo y pobreza relativa son bajas. Sin embargo, el coste de este modelo en términos de presupuesto público es muy alto, una de las principales críticas que recibe.
El término, que proviene de la combinación de flexibilidad y seguridad, tiene sus orígenes en 1995 en los Países Bajos a raíz de una nota del Ministro de Trabajo, Ad Melkert, titulada Flexibilidad y seguridad. Esta ley facilitaba el uso de contratos temporales, otorgando los mismos derechos de cobertura social, independientemente del tipo de contrato y sometía a las empresas de trabajo temporal a normas más estrictas. En Dinamarca, el concepto de «flexiguridad» se menciona por primera vez en una publicación del Ministerio de Trabajo en 1999 donde se describe el famoso «triángulo de oro». Siendo posterior el uso del término, la experiencia danesa es, sin embargo, la que se cita con mayor frecuencia.
En castellano empieza a difundirse debido a la publicación de las Directrices integradas para el crecimiento y el empleo por la Comisión Europea en 2005, donde se destaca «la necesidad de adaptar la legislación laboral para promover la flexibilidad y la seguridad del empleo y reducir la segmentación del mercado de trabajo». Si bien en este texto aún se usan las palabras «flexibilidad» y «seguridad», surge la necesidad de unirlas con la intención de sintetizar en un solo término dos palabras que son el resultado de opciones ideológicas antagónicas sin primar una sobre otra. Desde que apareciera en el Libro Verde: Modernizar el Derecho laboral para afrontar los retos del siglo XXI, en 2006, el término flexiguridad se ha difundido ampliamente por los textos de la Unión Europea.

## Formación del modelo en Dinamarca
El modelo danés de flexiguridad o flexiseguridad tiene sus raíces en el siglo XIX, cuando las negociaciones entre empresarios y sindicatos durante el llamado Compromiso de septiembre de 1899 (también llamada Constitución del Mercado Laboral) preparó las bases de un estado de beneficio mutuo. Este texto fue revisado en 1960 y renombrado como Convenio Básico, estableciendo la libre afiliación sindical así como la libertad empresarial para gestionar y organizar el trabajo incluido el derecho de contratar y despedir trabajadores en cualquier momento. Así <es importante entender que el modelo danés de regulación laboral, incluido el derecho de asociación, está basado en esos principios de actuación autónoma y la legislación o interferencia del estado se mantiene al mínimo. Los acuerdos tripartitos entre empresarios, trabajadores y administración del Estado se apoyan en un complejo sistema que permite una respuesta activa del Estado en la formación y recolocación de los trabajadores desempleados.
Al comienzo de la década de 1990, los políticos daneses establecieron una política fiscal dirigida a romper la tendencia a la pérdida de puestos de trabajo a lo que posteriormente se añadió la primera política activa de empleo en 1994 con el objetivo de reducir el desempleo estructural. A pesar de que algunos pensaban que la tasa de desempleo había simplemente crecido, el gobierno danés buscó mejorar la situación aplicando lo que vino a llamarse modelo de flexiseguridad. Así, el cambio de la política de empleo se dio en las reformas laborales de 1994 y 1996, cuando la introducción de la flexibilidad fue ligada a la seguridad por medio de políticas de bienestar así como a la adopción de políticas activas de empleo. Dichas políticas en Dinamarca son consideradas como un derecho y una obligación.
Los subsidios y la formación a los desempleados que conlleva este sistema hacen que se eleven los costes para el Estado, lo que ha llevado a Dinamarca a tener un alto nivel impositivo. A pesar de ello, estos costes se compensan parcialmente con el crecimiento de la productividad junto con una baja tasa de desempleo (2,8 % en 2008) e igualmente baja tasa de exclusión social. Es importante señalar que Dinamarca tiene un salario mínimo entre los más altos del mundo.
A mediados de la primera década del siglo XXI, Dinamarca se caracterizaba por unas tasas de empleo muy elevadas (77,4 % en
2006); unas tasas muy bajas de desempleo total (3,9 %), desempleo juvenil (7,7 %) y desempleo de larga duración (0,8 %); una rotación del empleo elevada (una cuarta parte de las personas empleadas han pasado menos de un año con el mismo empleador), una alta participación en el aprendizaje permanente (27,4 %), una baja tasa de riesgo de pobreza (12 %) y un sentimiento general de seguridad muy acusado entre la población). Durante esos años Dinamarca fue considerada repetidas veces como la nación más satisfecha con su nivel de vida, lo que es en parte atribuido a estos aspectos del modelo de flexiseguridad que desarrollaron.

## Adopción del modelo en la UE
En el enfoque de la Comisión Europea, la flexiguridad se caracteriza por buscar el equilibrio justo entre acuerdos de trabajo flexibles y seguridad en las transiciones entre puestos de trabajo, con el objetivo declarado de mejorar cuantitativa y cualitativamente el empleo y reforzar los modelos sociales europeos. La idea es que flexibilidad y seguridad no deben ser vistos como opuestos sino como complementarios. La flexibilidad consiste en organizar el trabajo de tal forma que se pueda combinar las responsabilidades tanto laborales como privadas mientras se mantiene un proceso de formación continua y donde en caso de necesidad se pueda introducir una flexibilización de la jornada laboral. También serviría para permitir a empleadores y empleados un entorno menos rígido para el cambio entre puestos de trabajo. Por su parte, seguridad se refiere a proporcionar programas de formación continua así como una generosa cobertura en caso de desempleo.
La flexiguridad es también vista como una manera de preservar el modelo social europeo mientras se mantiene y mejora la competitividad de la Unión Europea. Se argumenta que en el contexto de la globalización y la revolución tecnológica, que aumenta las demandas sobre las empresas para adaptarse de forma continua, los altos niveles de protección laboral no dependen tanto del mantenimiento del puesto de trabajo específico, sino de la capacidad de hacer que los trabajadores permanezcan en el mercado del trabajo, protegiendo al trabajador en las transiciones entre los puestos de trabajo y permitiendo que se forme para adaptarse.
Por otra parte, la flexiguridad es vista como una estrategia para hacer que los mercados laborales sean más inclusivos, especialmente en algunos de los países europeos, combatiendo la segmentación del mercado laboral entre los trabajadores que se encuentran en una situación de mayor protección, con empleos estables y de calidad, y los que están en situación de desempleo o con empleos precarios, con frecuencia los jóvenes, inmigrantes, etc. La utilidad de la flexiguridad para hacer frente a los modernos desafíos del mercado de trabajo ha sido reconocida por los representantes de los interlocutores sociales a nivel europeo, BusinessEurope, organización patronal europea y la Confederación Europea de Sindicatos, si bien esta posteriormente se ha quejado de que el término flexiguridad se está usando «para justificar la erosión de los derechos de seguridad laboral, sin que al mismo tiempo se refuerce la protección social y la negociación colectiva, elementos igualmente cruciales en la ecuación de la flexiguridad».
Ya en las Directrices integradas para el crecimiento y el empleo (2005-2008), la flexiguridad se adoptó como un hilo conductor de la Estrategia Europea de Empleo y la renovada Estrategia de Lisboa (Estrategia 2020). En concreto, la directriz n.º 21 hace un llamamiento a los Estados miembros a «promover la flexibilidad combinada con la seguridad del empleo y reducir la segmentación del mercado de trabajo».
Reconociendo la diversidad de las situaciones de los distintos Estados miembros, la Comisión Europea abogó por una aplicación progresiva de las políticas de flexiguridad en cada uno de ellos atendiendo a las diferencias concretas aunque siguiendo los principios acordados el 5 de diciembre de 2007 por el Consejo de Trabajo y Asuntos Sociales. A petición del Consejo, la Comisión Europea ha puesto en marcha la «Misión para la flexiguridad», compuesto por representantes de las Presidencias del Consejo de la Unión Europea francesa y la precedente eslovena y de los interlocutores sociales europeos. La misión tuvo lugar entre abril y julio de 2008 en Francia, Suecia, Finlandia, Polonia y España, y buscaba promover la puesta en práctica de la flexiguridad en los diferentes contextos nacionales y ayudar a los actores relevantes del mercado de trabajo a formar parte del proceso. También tenía el objetivo de promover el intercambio de buenas prácticas y el aprendizaje mutuo entre los Estados miembros, remitiendo un informe al Consejo en diciembre de 2008.
La flexiguridad ocupa un lugar destacado en la respuesta de la Comisión a la crisis, en el Plan Europeo de Recuperación Económica de noviembre de 2008 y la posterior Comunicación «Hacia la recuperación económica» de marzo de 2009. Más recientemente, el Consejo Europeo de junio de 2009 concluyó que «en la situación actual [de crisis], la flexiguridad es un medio importante para modernizar y fomentar la adaptabilidad de los mercados de trabajo».
En España, el Real Decreto-ley 3/2012 establece que «su objetivo es la flexiseguridad», aunque el contenido de la norma no parece ajustarse a ninguno de los paradigmas del concepto.